# Wolfgang Reinhardt (producteur)
Pour les articles homonymes, voir Wolfgang Reinhardt (homonymie) et Reinhardt.
Ne doit pas être confondu avec Wolfgang Reinhart.
Wolfgang Reinhardt est un producteur et scénariste autrichien né le 13 décembre 1908 à Berlin (Empire allemand) et mort le 28 juillet 1979 à Rome (Italie).

## Biographie
Né hors mariage des œuvres du réalisateur Max Reinhardt et de la comédienne Else Heims, il fit des études d'histoire de l'art. À la mort de son oncle Edmund, il assiste son père pour la direction du Deutsches Theater de Berlin.
Il accompagne son père en tournée aux Etats-Unis en 1934, et décide de s'établir dans ce pays après l'Anschluss quatre ans plus tard. Il travaille désormais pour la Warner Bros. Il co-scénarise Charlotte et Maximilien du Mexique et, en tant que producteur exécutif de La Balle magique du Docteur Ehrlich, travaille avec le réalisateur William Dieterle, ami de son père.
Reinhardt rentre en Europe en 1953. Parmi ses productions les plus significatives, il faut citer le flamboyant Louis II de Bavière avec Helmut Käutner à la réalisation, et la comédie musicale en couleurs La Famille Trapp de Wolfgang Liebeneiner.

## Filmographie

### comme producteur
- 1940 : My Love Came Back
- 1940 : La Balle magique du Docteur Ehrlich
- 1942 : The Male Animal
- 1946 : Three Strangers
- 1949 : Pris au piège
- 1953 : Station Terminus
- 1955 : Louis II de Bavière
- 1956 : Die Trapp-Familie
- 1962 : Freud, passions secrètes
- 1973 : Les Dix derniers jours d'Hitler

### comme scénariste
- 1939 : Juarez
- 1962 : Freud, passions secrètes
- 1973 : Les Dix derniers jours d'Hitler